# ウルクの大杯
ウルクの大杯またはワルカの大杯（Uruk vase、Warka Vase）は、古代都市ウルクの遺跡にあるシュメールの女神イナンナの神殿複合体跡（エアンナ地区）で発見された大型の杯。アラバスター製の浮彫が施されており、現在のイラク南部、ムサンナー県にある。ウルクのボウルやエジプトのナルメルのパレットと同じく、物語の浮彫彫刻が施された作品の中では現存する最も古い作品の一つで、前3200年-前3000年頃のものと見られる。
シュメール美術の代表的傑作の一つとされ、図像の中に杯が2つ描かれていることから、本来は2つあり対になっていたと考えられている。対応するペアの大杯は発見されていない。製造時期がウルク古拙文字（楔形文字の原型）の登場時期前後であることから考古学的にも極めて重要な遺物である。

## 発見
ウルクの大杯はドイツのアッシリア学者たちが1933-1934年にウルクでの6回目の発掘を行った際に15個の断片となった状態で発見された。この発見は1934年1月2日付けの調査フィールドブックに発見番号W14873として記録され、「"Großes Gefäß aus Alabaster, ca. 96 cm hoch mit Flachrelief"（アラバスターの大きな容器。高さ約96センチメートルで浮彫（flat-reliefs）がある）と記載された」。ウルクの大杯は古代に修復された痕跡があり、高さ1メートル（3フィートと4分の1インチ）であった。別の資料はそれよりも僅かに大きな数値を記載しており、高さ106センチメートル、上部の直系は36センチメートルであるとしている。ウルクの大杯あるいはワルカの大杯という名称は現代のワルカ村（古代シュメール人の都市ウルク）にちなんで名づけられた。オリジナルから石膏で型を取って作られたレプリカはドイツにあるベルリン中東博物館で何十年にもわたってルーム5に置かれていた。

## 装飾
ウルクの大杯の外周には3つの彫刻のレジスタ（registers、階層）がある。下段の層はさらに上下に2分されている。下段の下の層は水流とナツメヤシやオオムギの穂など、豊穣の光景が描かれている。ここに描かれた水、ナツメヤシやオオムギの図像はウルク古拙文字の「水」「ナツメヤシ」「オオムギ」の文字とほぼ同一である。下段の植物の上の階層にはヒツジの行列が完全に真横から見た姿で描かれている。このヒツジは角のあるものと無いものの二種類に描き分けられており、一説には牡羊と雌羊を、別の一説ではヒツジの種類の違いを表しているという。行列は果実や穀物など捧げ物の入れ物や壺を持った男性たちが描かれた中段へと続く。男性たちは全裸・剃髪した姿で描かれており、神官であると見られる。全裸・剃髪にどのような意味があったのかは良くわかっていない。彼らが持っている入れ物のうち、注口付きの壺の絵はウルク古拙文字の「壺」の字と同一の図像である。上段は連続的なパターンではなく、一つの完全な場面を描いており、この段の行列は神殿域の前で終了している。メソポタミアの主たる女神の一柱であるイナンナ（後にアッカドのパンテオンにおいてイシュタルと呼ばれた）が立っており、彼女がイナンナであることはその背後にある2本の葦の束で示されている。葦束は女神イナンナの象徴であり、ウルクのエアンナ地区のイナンナ神殿を表していた。葦束の図像はやはりウルク古拙文字において「イナンナ」を表す文字となっている。彼女は裸の姿で、果実と穀物の入れ物を捧げられている。儀式用の装束を纏った人物（恐らくは王「ルガル」、あるいは首長/神官）がそばに立ち、その後ろから行列が彼に向けて近づいている。葦束の背後は神殿内を描写したものであり、二頭のヒツジ、ヒツジの背に置かれた台の上に乗っている二人の人物（神、あるいは神像であるとも考えられる）、ガゼルとライオンの形の容器、犠牲獣として奉納された牡牛の首、パンを盛った一対の高杯、一対の供物籠、一対の大杯などが描かれている。
ウルクの大杯の図像下段は豊穣の光景を、中段は収穫物の奉納を描いたものと思われ、上段は都市国家の王が豊穣を祈願または感謝する場面であると考えられる。あるいは、王と女神官による儀式的な結婚、聖婚儀礼の場面を描いたものとも解釈され、もしそうであるならば、ウルクの大杯はメソポタミアにおける聖婚儀礼を示す最古の例ということになる。そうでなかったとしても、ウルクの大杯の図像はシュメールの祭儀の姿を描写した最古の史料であり、考古学的に極めて重要な情報を含んでいる。

ウルクの大杯の構成
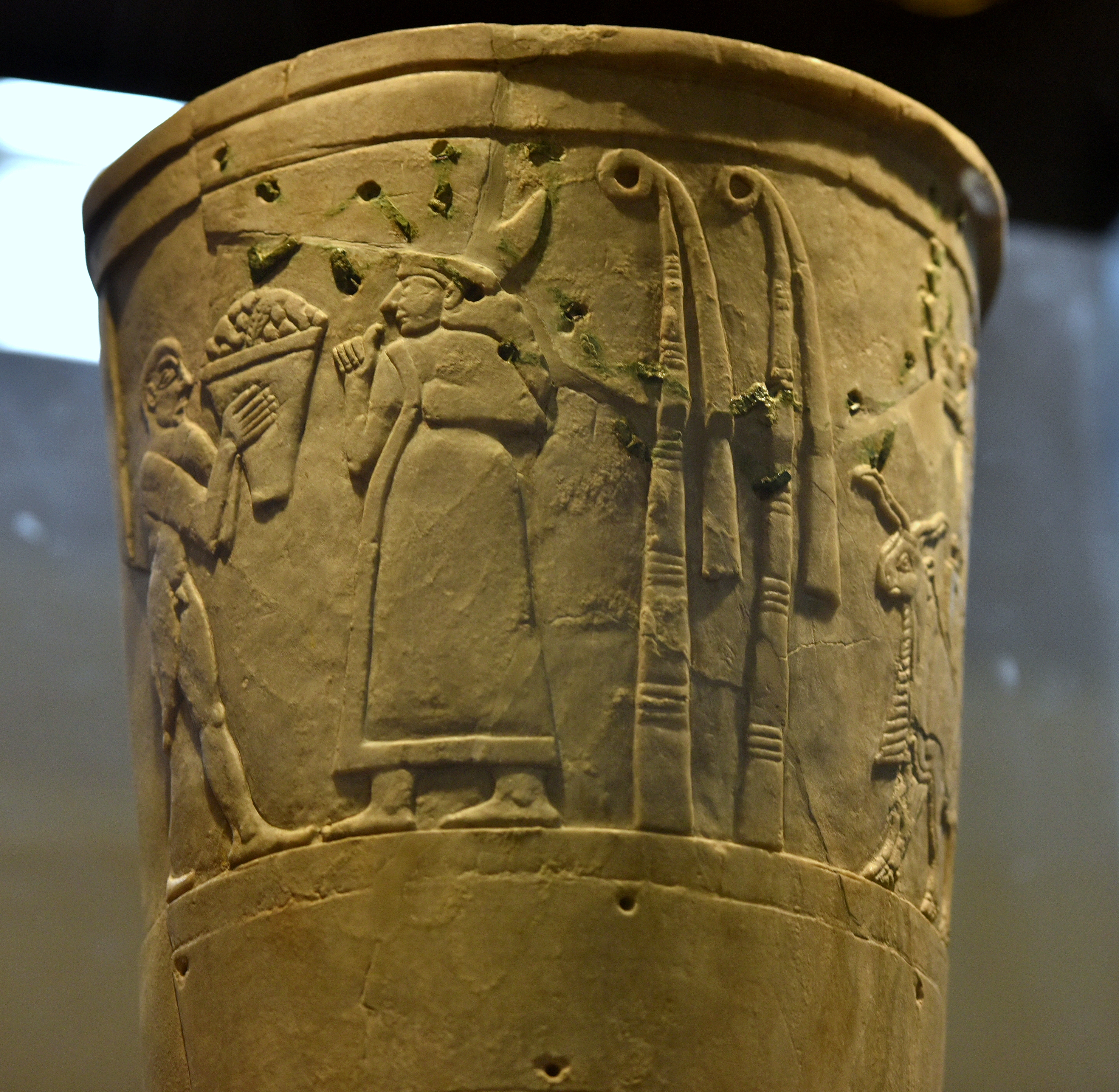
ウルクの大杯の上段（イラク国立博物館）
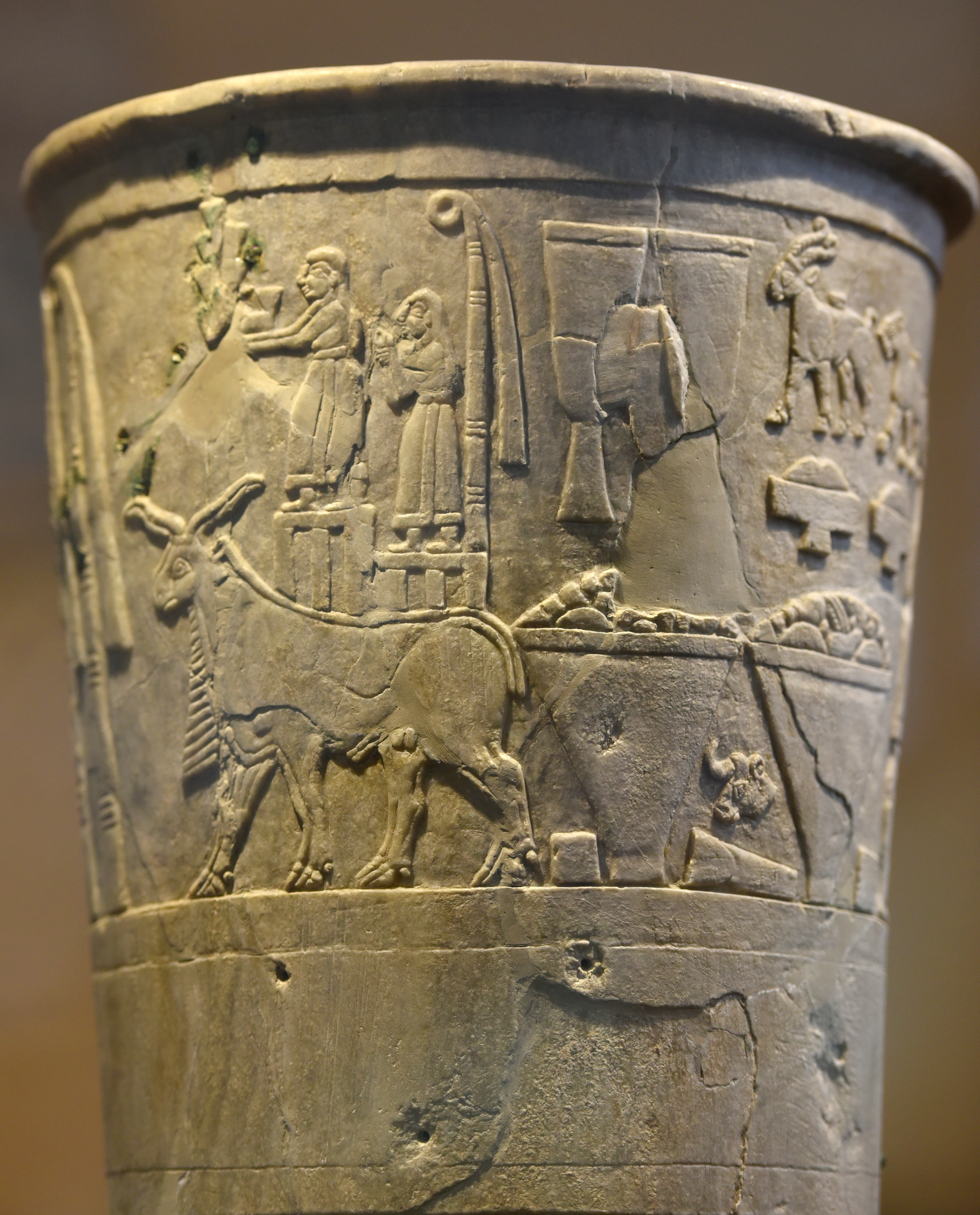
ウルクの大杯の上段（イラク国立博物館）
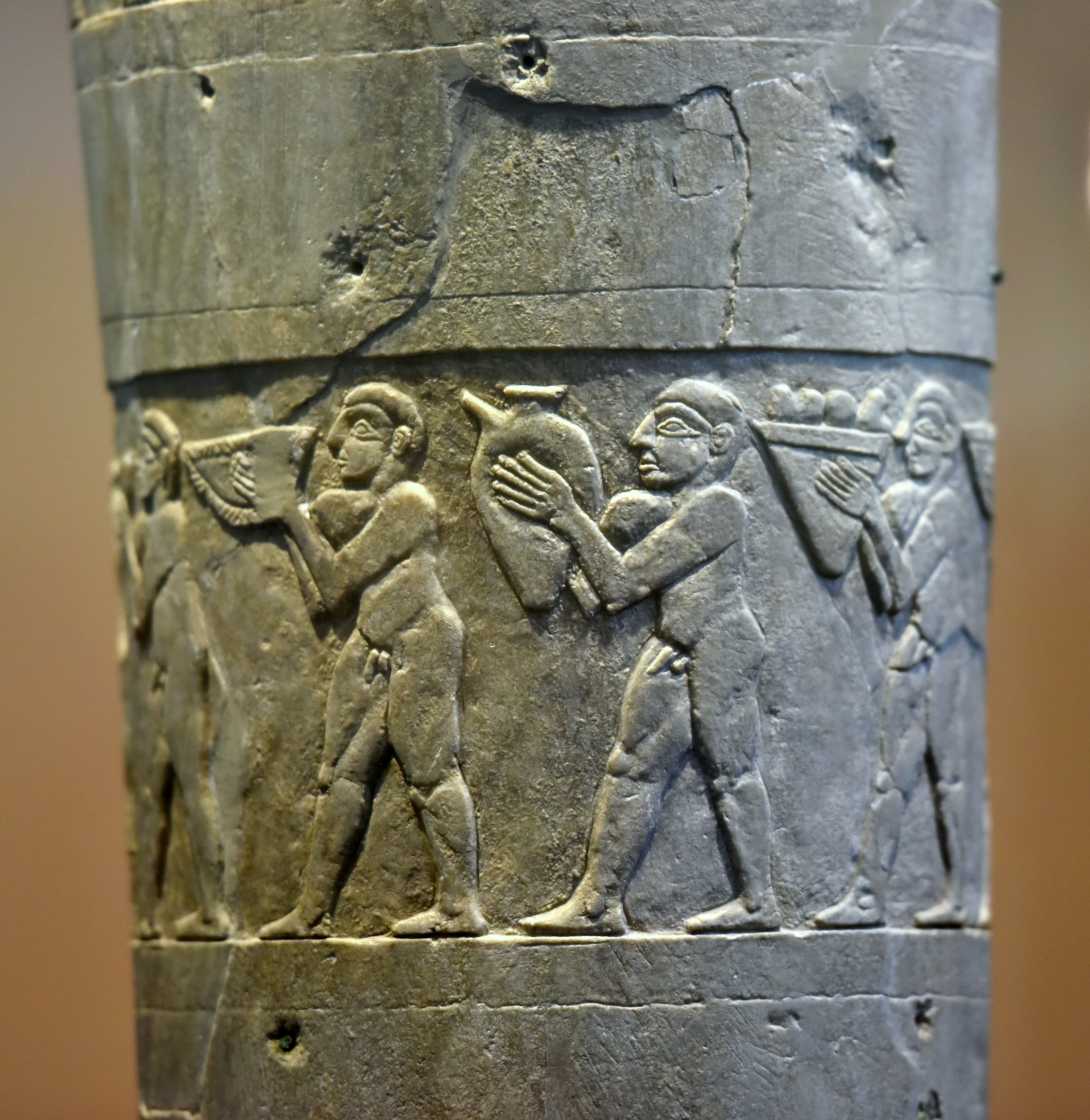
ウルクの大杯の中段（イラク国立博物館）
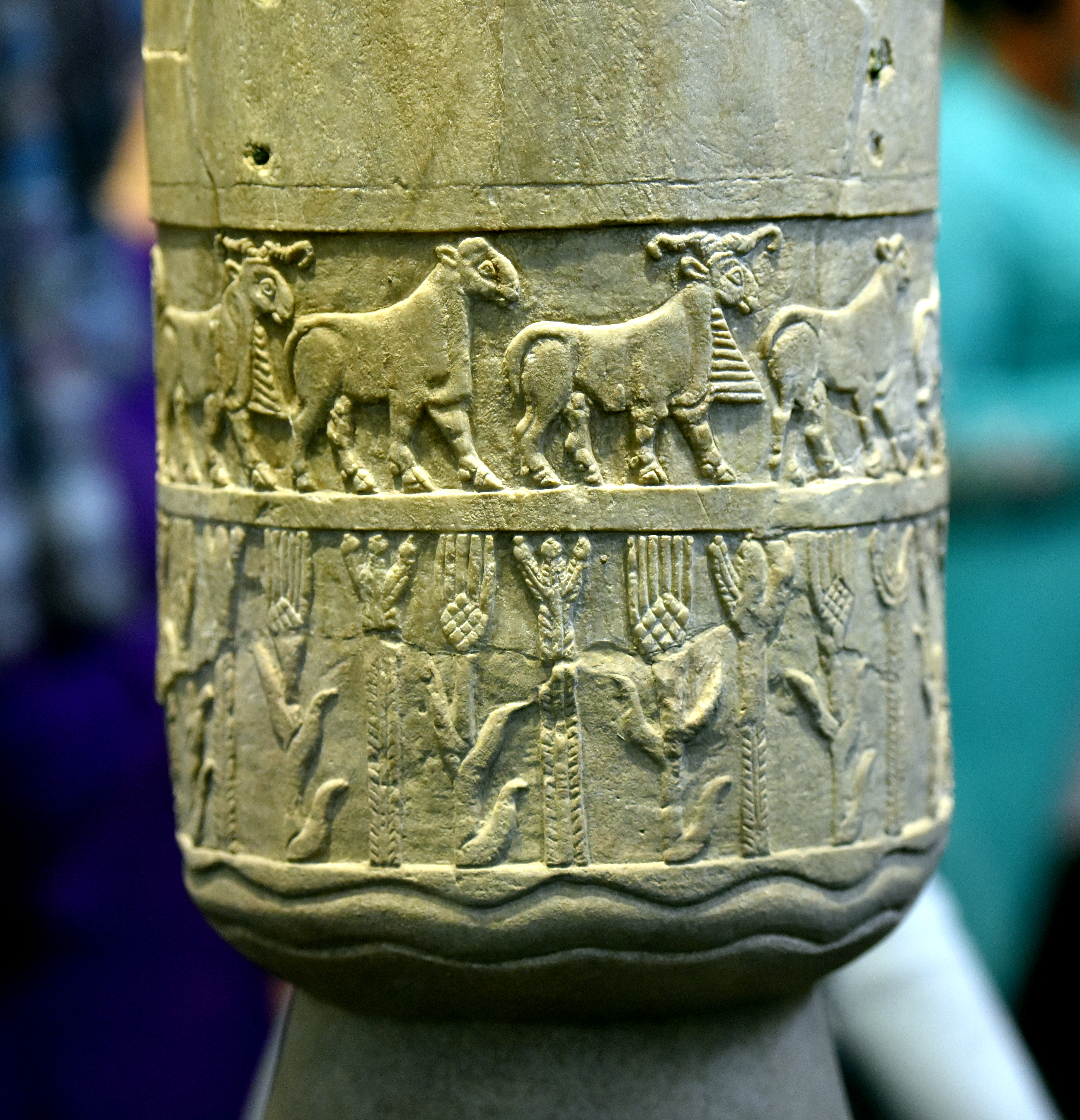
ウルクの大杯の下段（イラク国立博物館）

## 盗難と復元

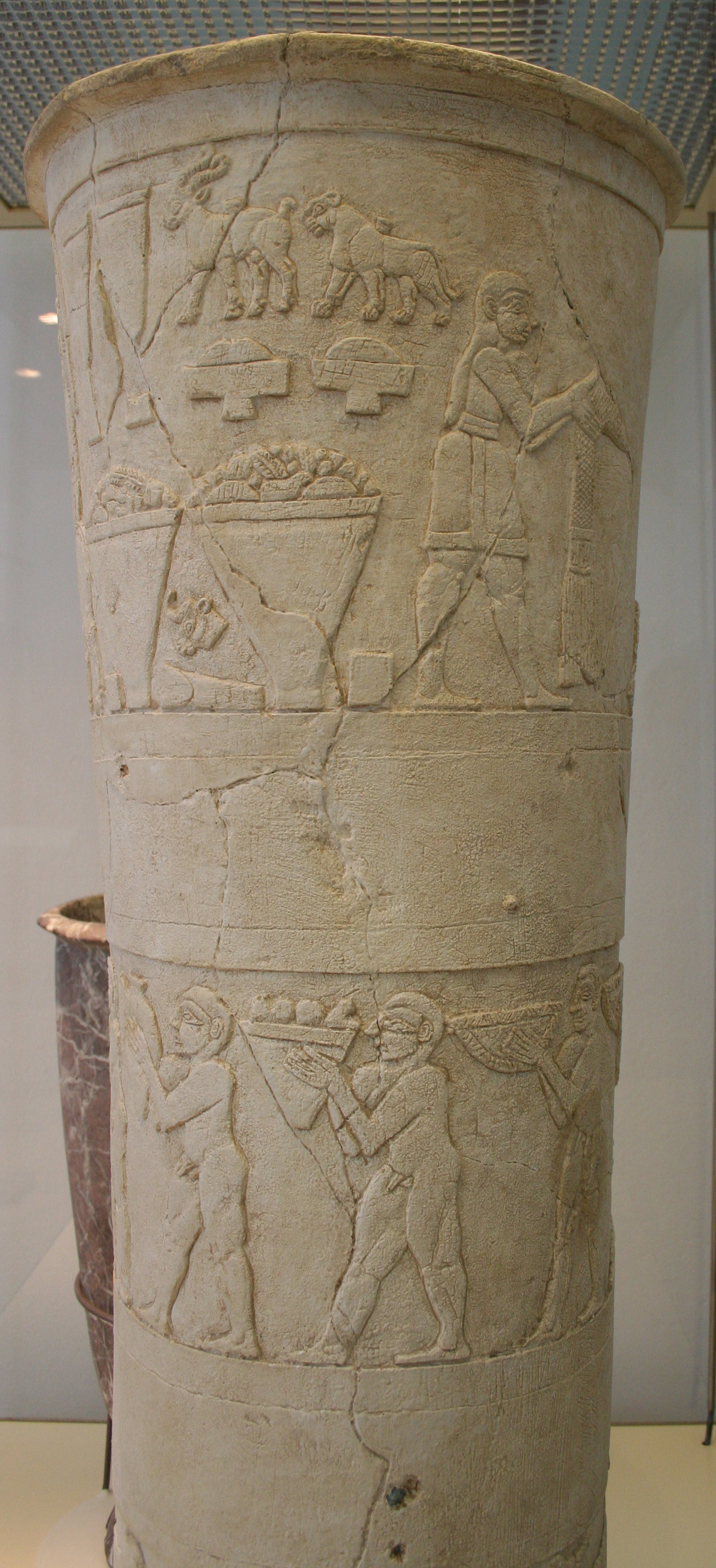
ドイツ、ベルリンのペルガモン博物館にあるウルクの大杯のレプリカ

ウルクの大杯は2003年4月のイラク侵攻でイラク国立博物館から略奪された数千点の遺物の1つである。この大杯は取り付けられていたケースから力づくでねじり取られ、一部は台座部分に残された（大杯の脚部は破壊された展示ケースの台座に取り付けられたままであった）。
ウルクの大杯は後に、恩赦の最中の2003年7月12日にトヨタ車を運転する20代前半の3人の身元不明の男によってイラク国立博物館に戻された。タイムズ誌の報道にあるようにこの時、ウルクの大杯は破損していた。
| 「 | ブランケットにくるまれた大きな物体をブーツの外に持ち上げるのに苦労していたため、門を警備していたアメリカ人の警備員は武器を上げた。少しの間、バグダード陥落の跡に略奪によって失われたと考えられ、それを見ることはもう無いと思われていた貴重な5,000年前の杯。しかし、男性たちの1人はブランケットを剥がし、彫刻が施されたアラバスターの破片を露わにした。これは明らかに素晴らしい品であった。高さ3フィート、重量600ポンドの欠落の無いこの破片は、ワルカの聖なる杯であり、バグダードの陥落後の無秩序の中で、世界に衝撃を与えた略奪の最中に奪い取られたすべての宝物の中でも最も貴重なものの1つであると専門家から見られていた。古代に破損し、接合されたこの杯は、再び断片となった。 | 」 |

ウルクの大杯が返却されたすぐ後、壊れて14個の断片になっていた大杯が復元されることが発表された。シカゴ東洋研究所が発表した2枚の写真によって、（2003年6月12日時点のものは過去と比較して）大杯の上部と下部に深刻な損傷があることが示された。
完全な復元が行われたウルクの大杯（museum number IM19606）は現在イラク国立博物館で展示されている。